# Romagny (Manche)
Romagny ist eine Ortschaft und eine Commune déléguée in der französischen Gemeinde Romagny Fontenay mit 945 Einwohnern (Stand: 1. Januar 2022) im Département Manche in der Region Normandie. Die Einwohner werden Romagnais genannt.
Mit Wirkung vom 1. Januar 2016 wurden die früheren Gemeinden Fontenay und Romagny fusioniert und damit eine Commune nouvelle mit dem Namen Romagny Fontenay geschaffen. Die Gemeinde Romagny gehörte zum Arrondissement Avranches und zum Kanton Mortain.

## Geografie
Romagny liegt etwa 29 Kilometer ostsüdöstlich von Avranches. 

## Sehenswürdigkeiten
- Kirche Notre-Dame aus dem 16. Jahrhundert, Monument historique

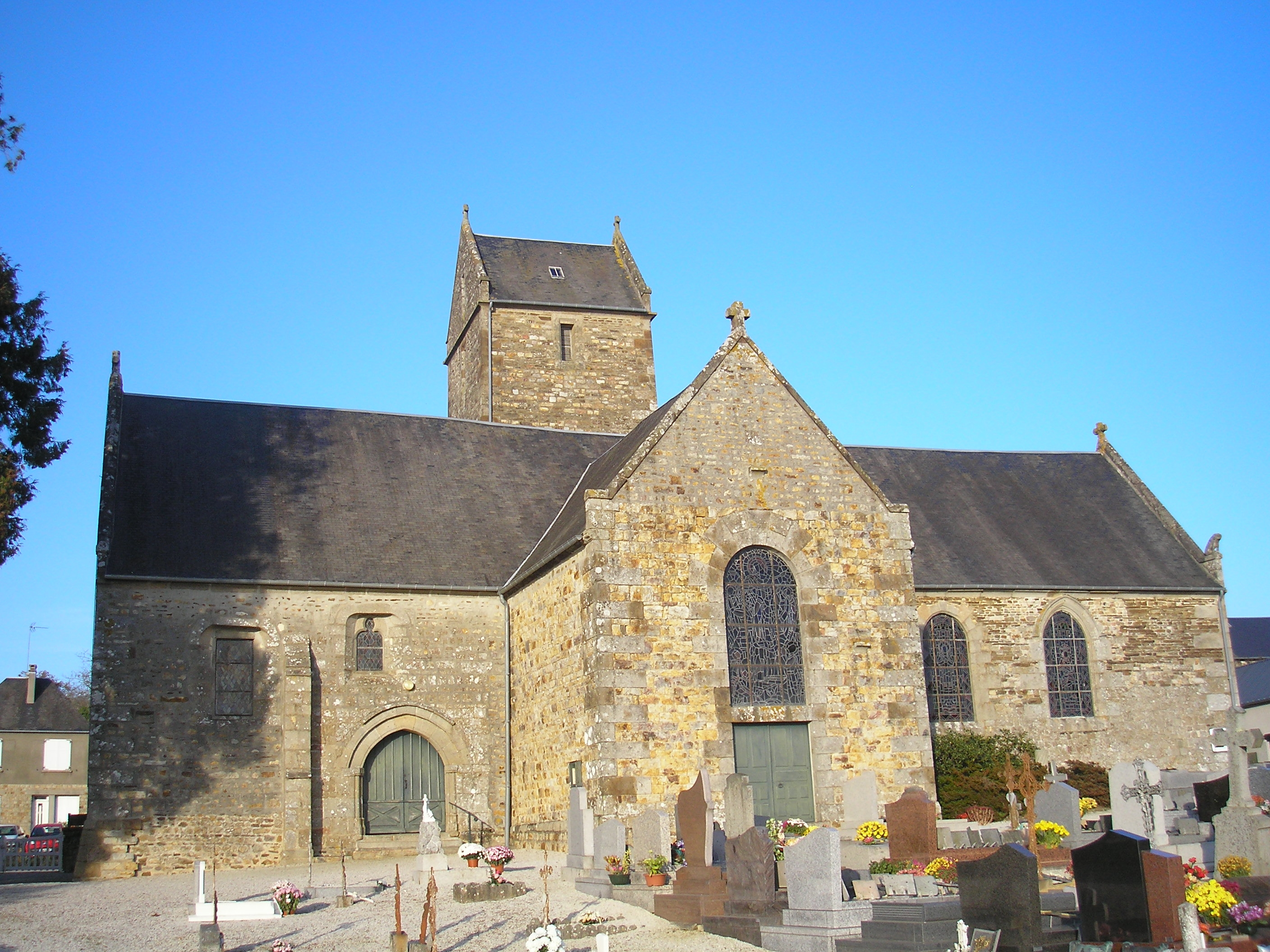
Kirche Notre-Dame

- Kapelle Saint-Vital
- Teufelsbrücke